# Elena V. Mordak
Elena V. Mordak ( 1934 - ) es una botánica alemana, desarrollando actividades académicas colaborativas con la flora de Rusia. Es especialista en la familia Hyacinthaceae, con énfasis en el género Scilla L..

## Algunas publicaciones
- 1971. Taxonomic revision of Scilla in the Soviet Union suggests the presence of 13 species and 4 subspecies belonging to 4 sections. Botanicheskii Zhurnal , 56 (10) : 1444-1458, 5 figs.

- La abreviatura «Mordak» se emplea para indicar a Elena V. Mordak como autoridad en la descripción y clasificación científica de los vegetales.[1]